# Ixtlahuaca, Tlaxcala
Ixtlahuaca är en ort i Mexiko.   Den ligger i kommunen Contla de Juan Cuamatzi och delstaten Tlaxcala, i den sydöstra delen av landet, 100 km öster om huvudstaden Mexico City. Ixtlahuaca ligger 2 419 meter över havet och antalet invånare är 632.
Terrängen runt Ixtlahuaca är varierad. Runt Ixtlahuaca är det ganska tätbefolkat, med 230 invånare per kvadratkilometer. Närmaste större samhälle är Tlaxcala de Xicohtencatl, 6,1 km väster om Ixtlahuaca. I omgivningarna runt Ixtlahuaca växer i huvudsak blandskog.